# Šilovo
Šilovo (cyr. Шилово) – wieś w Serbii, w okręgu jablanickim, w gminie Lebane. W 2011 roku liczyła 413 mieszkańców.